# 前川洋一
前川 洋一（まえかわ よういち、1958年12月8日 - ）は、日本の脚本家。東京都出身。前事務所マツ・カンパニーは2024年5月末日を以て解散。その後、合同会社久保田企画に所属。

## 来歴・人物
脚本家の田村孟に師事。1989年、自身が送った作品が読売ゴールデンシナリオ賞優秀賞を受賞し、1993年に『ゴト師株式会社 悪徳ホールをぶっ潰せ!』で脚本家デビューを果たす。
2001年、ドラマ『憧れの人』により第28回放送文化基金賞テレビドラマ賞受賞。2006年、『大麦畑でつかまえて』により文化庁芸術祭大賞受賞。
2014年のNHK大河ドラマ『軍師官兵衛』の脚本を担当している。

## 受賞
- 第44回日本アカデミー賞 優秀脚本賞（『Fukushima 50』）[2]

## 作品

### 映画
- ゴト師株式会社 悪徳ホールをぶっ潰せ!（1993年、パル企画）
- 極道記者（1993年、大映）
- どチンピラ・劇場版 （1995年、セイヨー）
- 熱血ゴルフ倶楽部（1994年、パル企画）
- 週刊バビロン（2000年、東映）
- Fukushima 50（2020年、松竹、KADOKAWA）

### テレビドラマ

#### 連続
- うしろの百太郎（1997年10月6日 - 1998年3月24日、テレビ東京） 第3・9・11・15・20話
- ATHENA（1998年、テレビ東京）
- OUT〜妻たちの犯罪〜（1999年10月12日 - 12月21日、フジテレビ） 全11話
- 女子アナ。（2001年1月9日 - 3月20日、フジテレビ） 第1・2・4・6・10・11話
- 怪談百物語（2002年9月17日、フジテレビ） 第4話
- 麻婆豆腐の女房（2003年5月12日 - 6月9日、NHK総合） 全4話
- 高原へいらっしゃい（2003年7月3日 - 9月4日、TBS）
- 菊亭八百善の人びと（2004年3月29日 - 5月17日、NHK総合） 全7話
- 人間の証明（2004年7月8日 - 9月9日、フジテレビ） 全10話
- 氷壁（2006年1月14日 - 2月25日、NHK総合） 全6話
- 山おんな壁おんな（2007年7月5日 - 9月20日、フジテレビ） 第1 - 6・8・10 - 12話
- 魔王（2008年7月4日 - 9月12日、TBS） 第1 - 3話
- 必殺仕事人2009（2009年1月9日 - 6月26日、テレビ朝日） 第3・5・15話
- 浪花の華〜緒方洪庵事件帳〜（2009年1月10日 - 3月7日、NHK総合） 全9話
- 空飛ぶタイヤ （2009年3月29日 - 4月26日、WOWOW） 全5話
- 魔女裁判（2009年4月25日 - 7月11日、フジテレビ） 第1・2・4・6・8・10話
- 桂ちづる診察日録（2010年9月4日 - 12月25日、NHK総合） 第1 - 4・7 - 最終話
- マークスの山（2010年10月17日 - 11月14日、WOWOW） 全5話
- 横山秀夫サスペンス「深追い」「引き継ぎ」「仕返し」「締め出し」（2011年3月20日 - 4月10日、WOWOW）
- 下町ロケット（2011年8月21日 - 9月18日、WOWOW） 全5話
- 推定有罪（2012年3月25日 - 4月22日、WOWOW） 全5話
- 陽だまりの樹（2012年4月6日 - 6月22日、NHK BSプレミアム） 全12話
- レディ・ジョーカー（2013年3月3日 - WOWOW） 全7話
- 軍師官兵衛（2014年1月5日 - 12月、NHK大河ドラマ）
- 沈まぬ太陽（2016年5月8日 -、WOWOW）全20話[3]
- 雲霧仁左衛門3（2016年1月6日 - 、NHK BSプレミアム）
- アキラとあきら（2017年7月9日 - 9月3日、WOWOW）全9話
- 監査役 野崎修平（2018年1月14日 - 3月4日、WOWOW）全8話
- 孤高のメス（2019年1月13日- 3月3日、WOWOW）全8話
- ラストチャンス 再生請負人（2019年､テレビ東京）
- 頭取 野崎修平（2020年､WOWOW）
- 麒麟がくる（2020年、NHK大河ドラマ）
- 鉄の骨（2020年、WOWOW）
- 華麗なる一族（2021年､WOWOW）
- だから殺せなかった（2022年、WOWOW）
- 正体（2022年、WOWOW）
- シャイロックの子供たち（2022年、WOWOW）
- 誰かがこの町で（2024年、WOWOW）
- まどか26歳、研修医やってます!（2025年、TBS）

#### 単発
- 世にも奇妙なミステリー3 妻にいえない夫の秘密 Part2（1996年2月2日、フジテレビ）
- リストラ刑事（1999年、TBS）
- 殺意の涯て（2000年12月、テレビ朝日）
- 憧れの人（2001年9月25日、フジテレビ）
- サラリーマン刑事4（2004年3月5日、フジテレビ）
- HTBスペシャルドラマ「大麦畑でつかまえて」（2006年10月9日、HTB）
- HTBスペシャルドラマ「そらぷち」（2007年9月29日、HTB）
- ゆっくり歩け、空を見ろ（2008年4月1日、フジテレビ）
- 月曜プレミア8『バンカケ〜警視庁自動車警ら隊』（テレビ東京）

### 著書

#### 小説
- 推定有罪 (2012年2月13日、講談社) ISBN 9784062174138
- NHK大河ドラマ 軍師官兵衛 [作:前川洋一、ノベライズ:青木邦子]
  - 一 (2013年11月23日、NHK出版) ISBN 9784140056431
  - 二 (2014年3月20日、NHK出版) ISBN 9784140056448
  - 三 (2014年7月9日、NHK出版) ISBN 9784140056455
  - 四 (2014年10月9日、NHK出版) ISBN 9784140056462